# أحمد خلف (لاعب كرة قدم)
أحمد خلف مطر، لاعب كرة قدم كويتي سابق، ومدرب كرة قدم حالي.
و قد كان يلعب مع نادي العربي الكويتي، وقد كان هداف كأس الأمير 1980/1981 برصيد 4 أهداف.
و هو والد اللاعب خالد خلف.
في يوم 4 مايو 2008 تم تعيينه مدربا لنادي العربي الكويتي وتم تعيين ماجد سلطان مساعد له.
وفي يوم 16 ديسمبر 2008 حصل على المركز الأول برصيد 452 صوت في استفتاء جريدة الوسط الكويتية لاختيار أفضل مدرب في الكويت في عام 2008 متفوقا على محمد إبراهيم مدرب نادي القادسية الكويتي الذي حصل على 415 صوت.
و في يوم 5 يونيو 2008 تم تعيينه مساعد لمحمد إبراهيم مدرب منتخب الكويت لكرة القدم.